# Федерация конного спорта России
«Федерация конного спорта России» — общероссийская общественная организация, основанная на членстве общественным объединением. Создана с целью развития, совершенствования и популяризации конного спорта в Российской Федерации. Организация объединяет на добровольных началах региональные федерации конного спорта, детские спортивные школы, клубы, секции конного спорта, трудовые коллективы ипподромов, конных заводов, а также граждан, принимающих активное участие во всех направлениях деятельности Федерации.
Федерация конного спорта России является членом Международной Федерации конного спорта (МФКС) и действует на основе Устава и регламентов МФКС, а также входит в состав Европейской федерации конного спорта.

## Цели и задачи
Целью Федерации является развитие конного спорта, его пропаганда, организация и проведение спортивных мероприятий, подготовка спортсменов — членов сборных команд по конному спорту, обеспечение участия таких команд в международных официальных спортивных мероприятиях и достижение ими высоких спортивных результатов в соответствии с программой развития конного спорта.
Совместно с Олимпийским комитетом, ФКСР курирует конноспортивные олимпийские дисциплины — конкур, выездку, паралимпийскую выездку и троеборье. Также в сферу деятельности ФКСР входят такие дисциплины, как: конкур на пони, выездка на пони, троеборье на пони, драйвинг, дистанционные конные пробеги, рейнинг, конное поло, вольтижировка, помимо этого ФКСР курирует такой военно-прикладной национальный вид спорта, как джигитовка.

## История
В 1980 году в Москве на Олимпийских играх советские всадники завоевывали медали.
В 1995 году инициативной группой людей, заинтересованных в развитии конного создана региональная общественная некоммерческая организация «Федерация конного спорта Санкт-Петербурга», куда входили такие видные и уважаемые деятели конного спорта как: Горбова М. Ю., Гуляев Р. В, Козлов Ю. Ф., Комаров В. В., Костина Т. Е., Никитина Е. Г., Синицына И. Ю., Смыслов С. Ю., Смыслова Т. А.
В 2000 году сборная России по конному спорту приняла участие Олимпийских играх «Сидней-2000».
В 2004 году сборная России по конному спорту приняла участие Олимпийских играх в «Афинах-2004». В этом же году 12 апреля создана Федерация конного спорта города Москвы — региональная общественная организация.
В 2008 году сборная России по конному спорту приняла участие Олимпийских играх в «Пекине-2008», где впервые всадники были представлены во всех трёх индивидуальных дисциплинах. Александра Корелова на коне Балагур завоевала 6-е место в выездке (после чего конь в возрасте 19 лет завершил спортивную карьеру), это стало лучшим достижением сборной России по конному спорту.
В 2009 году в Виндзоре российские всадники впервые приняли участие в командных соревнованиях по конкуру.
В 2010 году на Всемирных конных играх-2010, проходивших в Кентукки, российские всадники не участвовали в связи с долгим перелётом и его ценой.
В 2011 году были утверждены правила «конного спорта» и квалификационные требования к арбитрам, все силы брошены на подготовку и участие спортсменов в Олимпийских играх. При этом ни один спортсмен по выездке не прошёл квалификацию для участия в Олимпиаде, квалифицироваться удалось по конкуру — одному спортсмену, по троеборью — двум.
Слабое выступление вызвали кризис развития конного спорта в РФ, низкое финансирование частных инвесторов, подготовка спортсменов проводилась за рубежом, управление сборной было неэффективным, при этом средства, выделенные Министерством спорта осталась не израсходованы.
В 2012 году финансирование Министерством спорта сократилось. 17 ноября 2012 года на последней конференции работу бюро ФКСР признали неудовлетворительной, в связи с чем было предложение о переизбрании президента ФКСР, который избирается на четыре года. Основная работа была в приведении правовой базы ФКСР в соответствии с федеральным законодательством.
В 2013 году проблемы ФКСР сводились к следующим: отсутствие финансирования, отсутствие связи с Международной федерацией конного спорта, отсутствие обратной связи с регионами, отсутствие программы развития, отсутствие регламентов отбора допинг-проб, отсутствие организатором соревнований обеспечения круглосуточного дежурства стюардов, которые должны следить за безопасностью и благополучием лошадей, пренебрежительное отношение стюардов к своим обязанностям, а также грубые нарушения требований к безопасности денников, что однажды привело к смерти животного. В июле этого года создаётся Региональная общественная организация «Федерация конного спорта Краснодарского края».
В 2016 году Министерство спорта признало, что на Олимпиаде конный спорт не имеет «медальных» перспектив.

## События
В феврале 2019 года в рамках Международной ассамблеи судей по выездке ФКСР провела два мероприятия: первое — в частном музее антиквариата «Собрание», основанном бизнесменом и меценатом Давидом Якобашвили, где гости слушали Костромской губернский оркестр (под управлением дирижера Павла Герштейна) и финалистку шоу «Голос.Дети» Алисию Калисту Джеймс; второе — в особняке П. П. Смирнова на Тверском бульваре, там встречала президент ФКСР Марина Владимировна Сечина, которая в своей приветственной речи рассказала об успехах конного спорта в России. Культурную программу вечера составили выступления премьеров Большого театра, Московского казачьего хора и певицы Марианны Савон. Среди гостей были: Алла Вербер, Инга и Тимербулат Каримовы, Светлана Хоркина, Маргарита Мамун, Александр Сухоруков, Галина Юдашкина и Петр Максаков, Борис Белоцерковский, Илья Бачурин, Владимир Кожин, Олеся Бословяк, Кирилл Шубский и многие другие.